# Valašské Příkazy
Valašské Příkazy település Csehországban, Vsetíni járásban. Valašské Příkazy Horní Lideč, Poteč, Nedašova Lhota és Študlov településekkel határos. Lakosainak száma 340 fő (2024. január 1.).

## Népesség
A település lakosságának változását az alábbi diagram mutatja:
| Lakosok száma | 183  | 220  | 200  | 233  | 234  | 275  | 298  | 309  | 305  | 340  |
|               | 1869 | 1900 | 1921 | 1961 | 1980 | 2011 | 2016 | 2019 | 2021 | 2024 |